# Hervör alvitr
Hervör alvitr (in norreno, alvitr significa "tutta saggio", "onnisciente" oppure "strana creatura") è una valchiria della mitologia norrena. Nella Völundarkviða ("Il carme di Völundr", uno dei poemi mitologici dell'Edda poetica) Hervör Alvitr è figlia di re Hlödvér, sorella di Hlaðguðr svanhvít e compagna della valchiria Ölrún. Il fabbro Völundr la prende in moglie per nove inverni, poi la fanciulla trasformata in cigno se ne vola via per seguire il suo destino di valchiria.